# Маравилья (Санта-Катарина)
Маравилья (порт. Maravilha)  —  муниципалитет в Бразилии, входит в штат Санта-Катарина. Составная часть мезорегиона Запад штата Санта-Катарина. Входит в экономико-статистический  микрорегион Шапеко. Население составляет 21 684 человека на 2007 год. Занимает площадь 169,1 км². Плотность населения — 112,3 чел./км².

## История
Город основан 27 июля 1958 года.

## Статистика
- Валовой внутренний продукт на 2004 составляет 226.382.000,00 реалов (данные: Бразильский институт географии и статистики).
- Валовой внутренний продукт на душу населения на 2004 составляет 11.991,00 реалов (данные: Бразильский институт географии и статистики).
- Индекс развития человеческого потенциала на 2000 составляет 0,817 (данные: Программа развития ООН).